# Erik Marxen
Erik Marxen, né le 2 décembre 1990 à Middelfart au Danemark, est un footballeur danois. Il évolue au poste de défenseur central au FC Nordsjælland.

## Biographie
Né à Middelfart au Danemark, Erik Marxen est formé par le Vejle BK, où il commence sa carrière professionnelle. Il joue son premier match le 13 avril 2009, lors d'une rencontre de championnat face au FC Copenhague. Il entre en jeu à la place de Marc Pedersen et son équipe est battue par quatre buts à un.
Pilier de l'équipe U19 du Vejle BK, il est récompensé le 10 juin 2009 en signant un nouveau contrat de deux années supplémentaires.
Erik Marxen joue quatre matchs en Ligue Europa avec le club du Randers FC.
Le 22 décembre 2021 est annoncé le transfert d'Erik Marxen au FC Nordsjælland. Le défenseur s'engage pour un contrat de quatre ans, effectif à partir du 1er janvier 2022.